# Sandström (båtar)
Sandström är ett familjeföretag som under flera generationer byggt fritidsbåtar i Norrlångträsk, Skellefteå kommun. Sedan starten har ca 100 båtmodeller konstruerats och 80 000 båtar tillverkats.
Sandström är sedan 2006 ett nytt märke för fritidsbåtar, men det ligger en hel del båtbyggarerfarenhet i namnet. Bröderna Rolf och Arne Sandström började bygga plastbåtar i gymnastiksalen i Norrlångträsks nedlagda skola i början av 1960-talet under namnet Uttern. Fabriken i Norrlångträsk byggdes ut för att möta efterfrågan och en ny fabrik etablerades i grannbyn Fällfors 1974. Uttern blev med tiden ett av båtindustrins starkaste varumärken och bland de mest sålda fritidsbåtarna i Norden. Båtprogrammet omfattade roddbåtar, motorbåtar, hardtopbåtar, kabinbåtar och en motorseglare i niometersklassen. 1996 såldes varumärket och tillverkningen av Utternbåtarna till världens största båtkoncern Brunswick corporation, som år 2000 flyttade produktionen till Skelleftehamn och under krisen 2009 till Polen.
Sandström Innovation har därefter återupptagit produktionen av fritidsbåtar under eget namn i fabrikslokalerna i Norrlångträsk. Båtprogrammet består nu av 15 modeller, från minsta modellen Sandström Basic 340 till den största Sandström D Cruiser 570. De är även underleverantörer till andra båttillverkare samt tillverkar badtunnor och jordkällare. Företaget har 40 anställda och ca 50 återförsäljare i Norden. Sandström utsågs 2009 till Årets Näringslivsprofil i Skellefteå.

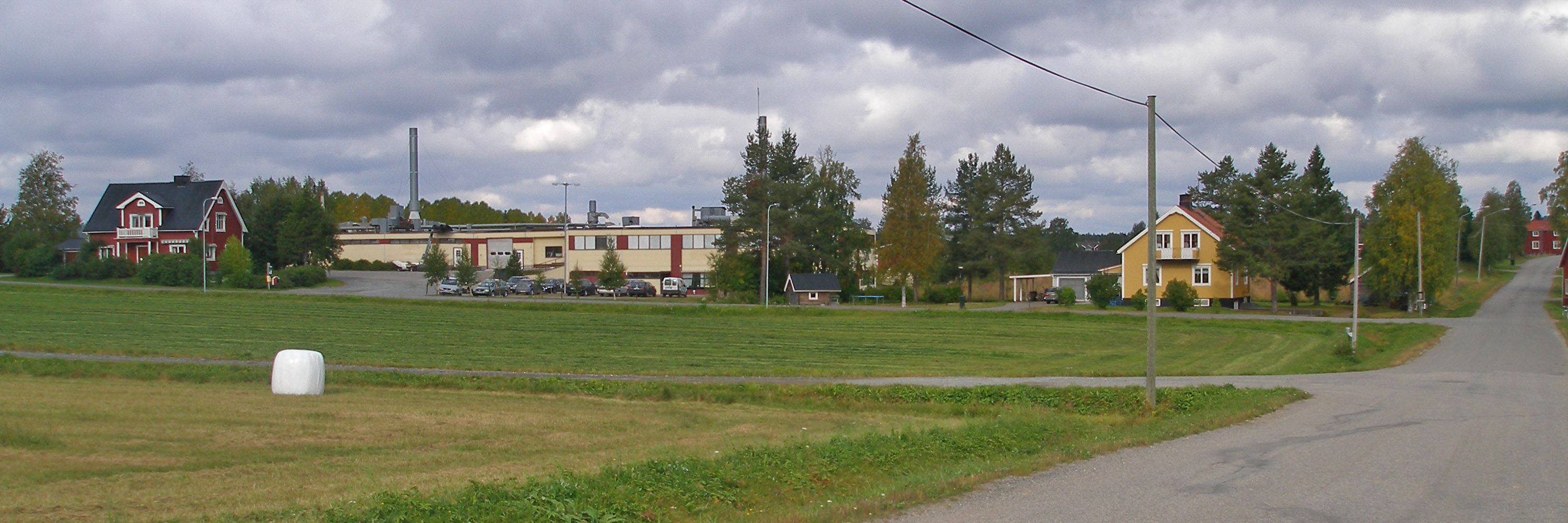
Vy över Norrlångträsk. I fabrikslokalen finns företaget Sandström Innovation AB.